# Cơ khuỷu
Cơ khuỷu (tiếng Anh: anconeus/anconaeus/anconæus) là cơ nhỏ ở mặt sau của khớp khuỷu tay.
Một số nguồn coi cơ khuỷu là sự tiếp nối của cơ tam đầu cánh tay. Một số nguồn coi cơ này là một phần của ô cánh tay sau, trong khi những nguồn khác coi nó là một phần của ô cẳng tay sau.
Cơ khuỷu dễ dàng sờ thấy ngay bên cạnh mỏm khuỷu của xương trụ.

## Cấu trúc
Cơ khuỷu có nguyên ủy từ mặt sau của mỏm trên lồi cầu ngoài xương cánh tay và bám tận vào mặt sau-trên của xương trụ và mặt ngoài của mỏm khuỷu.

### Chi phối thần kinh
Cơ khuỷu do một nhánh của thần kinh quay (rễ cổ 7 và 8) chi phối từ bó sau của đám rối cánh tay. Phần vận động bản thể (somatomotor) của thần kinh quay chi phối cơ khuỷu, tách ra từ nhánh chính tại rãnh thần kinh quay của xương cánh tay. Sự chi phối này tuân theo các quy tắc mà thần kinh quay chi phối cơ của ô cẳng tay sau (các cơ duỗi).

## Chức năng
Ở người, cơ thực hiện động tác duỗi khuỷu tay (không đáng kể). Cơ hỗ trợ duỗi khuỷu tay, trong đó cơ tam đầu là cơ hiệp đồng chủ yếu, cơ khuỷu hỗ trợ khuỷu tay duỗi tối đa. Cơ cũng có vai trò ngăn không cho bao khớp khuỷu tay bị chèn ép ở trong hố khuỷu trong quá trình duỗi khuỷu. Cơ khuỷu cũng thực hiện động tác giạng xương trụ và ổn định khớp khuỷu.

### Cung máu
Động mạch bên giữa tách ra từ động mạch cánh tay sâu cung máu nuôi dưỡng cơ.

## Ý nghĩa lâm sàng
Nguyên nhân gây chấn thương đường đi của dây thần kinh chi phối cơ khuỷu có thể do trật khớp vai hoặc gãy phần trên của xương cánh tay hoặc xung quanh mỏm khuỷu, hoặc bất kỳ chấn thương nào làm tổn thương thần kinh quay. Triệu chứng liên quan đến thần kinh quay: liệt cơ khuỷu kèm các cơ duỗi khác của khuỷu tay và cổ tay. Không có chấn thương cụ thể mà chỉ ảnh hưởng đến cơ khuỷu. Tuy nhiên, bất kỳ nguyên nhân nào làm ảnh hưởng đến các chức năng cơ, đặc biệt là động tác duỗi cánh tay (ví dụ: chứng loạn dưỡng cơ) sẽ ảnh hưởng đến cơ này.

## Hình ảnh bổ sung
- Mặt sau của xương cánh tay trái
- Mặt sau các xương ở cẳng tay trái
- Lớp cơ sâu mặt sau cẳng tay
- Cẳng tay nhìn từ phía sau
- Cơ khuỷu
- Cơ khuỷu
- Cơ chi trên. Thiết đồ cắt ngang.